# Уэббер, Дайан
Да́йан Уэ́ббер (англ. Diane Webber), в девичестве — Маргери́т Да́йан Э́мпи (Marguerite Diane Empey; 29 июля 1932, Лос-Анджелес, Калифорния, США — 19 августа 2008, там же) — американская актриса, фотомодель, танцовщица и каскадёр.

## Биография

### Ранние годы и личная жизнь
Маргерит Дайан Эмпи родилась 29 июля 1932 года в Лос-Анджелесе (штат Калифорния, США) в семье писателя Артура Гай Эмпи (1883—1963) и его жены Маргерит Эмпи (в девичестве Андрес).
В мае 1955 года Маргерит вышла замуж за Джозефа Уэббер, родила ребёнка, а в июне 1986 года Уэббер подал на развод с ней.

### Карьера
Под именем Маргерит Эмпи она была Playmate мужского журнала «Playboy» в мае 1955 года и вновь в феврале 1956 года.
В 1959—1974 года Дайан появилась в 10-ти фильмах и телесериалах. Её дебютом в кино было роль Мидж в эпизоде «Подводное» телесериала «Питер Ганн» (1959), а последней работой в кино стала роль преподавателя танца живота в фильме «Суд над Билли Джеком» (1974). Уэббер и в реальной жизни преподавала танец живота, чем занималась с 1969 по 1980 года.
В 1957 году Дайан выступила каскадёром фильма «Призрак-водолаз».

### Смерть
76-летняя Дайан скончалась 19 августа 2008 года в Лос-Анджелесе (штат Калифорния, США) от осложнений после операции по поводу рака.